# Quadro di riferimento di Sendai per la riduzione del rischio di disastri
Il Quadro di riferimento di Sendai per la riduzione del rischio di disastri (2015-2030) (Sendai Framework for Disaster Risk Reduction (2015-2030)) è un documento internazionale adottato dagli Stati membri delle Nazioni Unite il 15 marzo 2015 durante la Conferenza mondiale sulla riduzione del rischio di disastri tenutasi a Sendai, in Giappone e approvata dall'Assemblea generale delle Nazioni Unite nel giugno 2015.
È l'accordo successivo al quadro d'azione di Hyogo (2005-2015), che fino ad oggi era stato l'accordo internazionale più completo sulla riduzione del rischio di disastri.
Il documento di Sendai è il risultato di tre anni di colloqui,  coordinati dalla Strategia internazionale delle Nazioni Unite per la riduzione dei disastri, durante i quali gli Stati membri delle Nazioni Unite, le ONG e le altre parti interessate hanno chiesto una versione migliorata dell'esistente Hyogo Framework, con un insieme di standard comuni, un quadro inclusivo di obiettivi raggiungibili e strumenti legislativi per la riduzione del rischio di disastri. Gli Stati membri hanno inoltre sottolineato la necessità di affrontare la riduzione del rischio di disastri e l'adattamento ai cambiamenti climatici nel fissare gli obiettivi di sviluppo sostenibile (anche noti come Agenda 2030, firmati nel 2015, da raggiungere entro il 2030), in particolare alla luce di un'attenzione insufficiente alla riduzione del rischio e alla resilienza nei precedenti obiettivi di sviluppo del Millennio (firmati nel 2000 e da raggiungere nel 2015).
Il quadro di Sendai stabilisce quattro priorità d'azione specifiche: 
1. Comprensione del rischio di catastrofi;
2. Rafforzare la gestione del rischio di catastrofi;
3. Investire nella riduzione del rischio di catastrofi per la resilienza;
4. Migliorare la preparazione alle catastrofi per una risposta efficace e ricostruire meglio nella fase di recovery, nella riabilitazione e nella ricostruzione.

Per agevolare la valutazione dei progressi globali nel raggiungimento dei risultati e degli obiettivi del Sendai Framework, sono stati concordati sette obiettivi globali: 
1. Ridurre sensibilmente la mortalità globale in caso di catastrofi entro il 2030, mirando a ridurre la  mortalità globale media per 100.000 tra il 2020-2030 rispetto al 2005-2015;
2. Ridurre sensibilmente il numero di persone colpite a livello globale entro il 2030, con l'obiettivo di abbassare la cifra globale media per 100.000 tra il 2020-2030 rispetto al 2005-2015;
3. Ridurre la perdita economica diretta dei disastri in relazione al prodotto interno lordo globale entro il 2030;
4. Ridurre sensibilmente i danni causati dalle catastrofi alle infrastrutture critiche e l'interruzione dei servizi di base, tra cui strutture sanitarie ed educative, anche sviluppando la loro resilienza entro il 2030;
5. Aumentare sensibilmente il numero di paesi con strategie di riduzione del rischio di catastrofi nazionali e locali entro il 2020;
6. Migliorare sensibilmente la cooperazione internazionale ai paesi in via di sviluppo attraverso un sostegno adeguato e sostenibile per integrare le azioni nazionali per l'attuazione del quadro entro il 2030;
7. Aumentare sensibilmente la disponibilità e l'accesso a sistemi di allerta precoce multi-pericolo e informazioni e valutazioni sui rischi di catastrofi per le persone entro il 2030.